# Constitution yougoslave de 1992
La Constitution yougoslave de 1992 est la constitution de la République fédérale de Yougoslavie. Elle est entrée en vigueur le 27 avril 1992. 